# Interstate 27
Interstate 27 (I-27) é uma rodovia interestadual, inteiramente no estado norte-americano do Texas, que vai de Lubbock para o norte até à I-40 em Amarillo. Estas duas cidades são as únicas cidades de controle na I-27; outras cidades e vilas servidas pela I-27 incluem (de sul para norte) New Deal, Abernathy, Hale Center, Plainview, Kress, Tulia, Happy e Canyon. Em Amarillo, a I-27 é normalmente conhecida como Canyon Expressway (ou Canyon E-Way), embora também se chame Canyon Drive nas suas estradas de acesso. Em 2005, a I-27 foi oficialmente designada Marshall Formby Memorial Highway, em homenagem ao antigo advogado e senador Marshall Formby. Toda a extensão da I-27 substituiu a US Highway 87 (US 87) para o tráfego de passagem. Em 2022, foi aprovada uma extensão da I-27 para norte até Raton, Novo México, e para sul até Laredo, Texas.